# Marcelino Campanal
Marcelino Vaquero González del Río, plus connu comme Marcelino Campanal ou Campanal II, né le 13 février 1931 à Gijón (Asturies, Espagne) et mort le 25 mai 2020 à Avilés (Asturies, Espagne), est un footballeur et athlète espagnol.
Il jouait au poste de défenseur avec le Séville FC (16 saisons) et l'équipe d'Espagne (11 matches).

## Biographie
Son surnom de « Campanal » provient du nom de l'entreprise de sa famille et de son oncle Guillermo Campanal. Ce dernier, entraîneur du Séville FC, le fait débuter en Première division à l'âge de 19 ans. Il joue avec Séville pendant seize saisons (1950-1966).
Avec Séville, il dispute un total de 349 matchs en première division espagnole, inscrivant deux buts. Il se classe deuxième du championnat en 1951 puis à nouveau en 1957.
Participant avec le club sévillan aux compétitions européennes, il dispute trois matchs en Coupe d'Europe des clubs champions, et deux en Coupe des coupes.
Il termine sa carrière professionnelle au Deportivo La Corogne lors de la saison 1966-1967, où il inscrit un dernier but.
Il prend sa retraite sportive au terme de la saison 1968-1969, en troisième division avec le Real Avilés.
Il reçoit sa première sélection en équipe d'Espagne le 28 décembre 1952, en amical contre l'Allemagne de l'Ouest (score : 2-2 à Madrid). En 1954, il joue trois rencontres rentrant dans le cadre des éliminatoires du mondial 1954. Par la suite, à deux reprises, il officie comme capitaine de la sélection espagnole, contre la Suisse en juin 1955, puis contre les Pays-Bas en janvier 1957. Il joue son dernier match en équipe nationale le 8 mai 1957, contre l'Écosse, lors des éliminatoires du mondial 1958 (défaite 4-2 à Glasgow).
Il avait la réputation d'être un défenseur coriace, même s'il ne reçoit que deux cartons rouges au cours de sa carrière.
Arès avoir raccroché les crampons, il pratique l'athlétisme en catégorie senior, parvenant à remporter plusieurs championnats nationaux.

## Palmarès
- Vice-champion d'Espagne en 1951 et 1957 avec le FC Séville
- Finaliste de la Coupe d'Espagne en 1955 et 1962 avec le FC Séville